# Arctia nigrata
Arctia nigrata är en fjärilsart som beskrevs av Smith 1956. Arctia nigrata ingår i släktet Arctia och familjen björnspinnare. Inga underarter finns listade i Catalogue of Life.